# 1116 (szám)
Az 1116 (római számmal: MCXVI) az 1115 és 1117 között található természetes szám.

## A szám a matematikában
A tízes számrendszerbeli 1116-os a kettes számrendszerben 10001011100, a nyolcas számrendszerben 2134, a tizenhatos számrendszerben 45C alakban írható fel.
Az 1116 páros szám, összetett szám. Kanonikus alakja 22 · 32 · 311, normálalakban az 1,116 · 103 szorzattal írható fel. Tizennyolc osztója van a természetes számok halmazán, ezek növekvő sorrendben: 1, 2, 3, 4, 6, 9, 12, 18, 31, 36, 62, 93, 124, 186, 279, 372, 558 és 1116.
Az 1116 egyetlen szám valódiosztó-összegeként sem áll elő, ezért érinthetetlen szám.

## Csillagászat
- 1116 Catriona kisbolygó